# Magny-Cours
Magny-Cours é uma comuna francesa na região administrativa de Borgonha-Franco-Condado, no departamento Nièvre. Estende-se por uma área de 31,55 km². Em 2010 a comuna tinha 1 409 habitantes (densidade: 44,7 hab./km²).

## Educação
- Institut supérieur de l'automobile et des transports